# Nausithoe maculata
Nausithoe maculata är en manetart som beskrevs av Jarms 1990. Nausithoe maculata ingår i släktet Nausithoe och familjen Nausithoidae. Inga underarter finns listade i Catalogue of Life.